# Courbure de Gauss

De gauche à droite : une surface de courbure de Gauss négative (un hyperboloïde), une surface de courbure nulle (un cylindre), et une surface de courbure positive (une sphère).

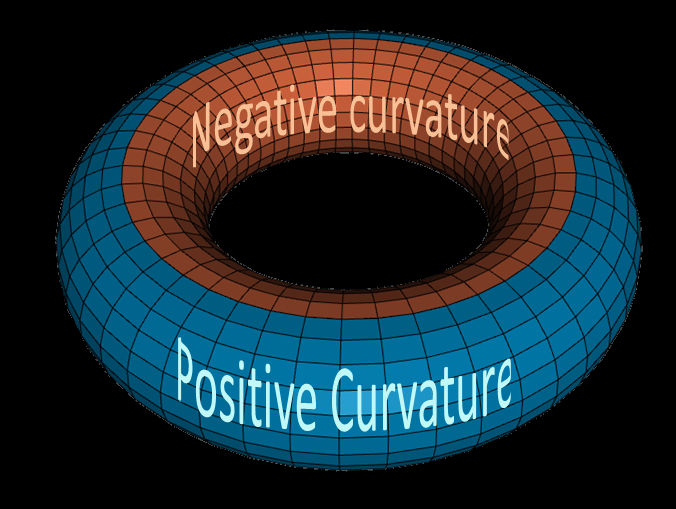
Certains points du tore sont de courbure positive (points elliptiques) et d'autres de courbure négative (points hyperboliques)

La courbure de Gauss, parfois aussi appelée courbure totale, d'une surface paramétrée X en X(P) est le produit des courbures principales. De manière équivalente, la courbure de Gauss est le déterminant de l'endomorphisme de Weingarten.
En mécanique, les surfaces matérielles dont la courbure de Gauss est non nulle sont plus rigides que celles dont la courbure de Gauss est nulle, toutes choses égales par ailleurs. En termes courants, les coques sont plus rigides que les plaques. En effet, une déformation d'une coque implique une modification de sa métrique, ce qui n'est pas le cas (au premier ordre) pour une plaque ou plus généralement pour une surface sans courbure de Gauss.

## Classification
On classifie les points d'une surface en fonction de la courbure de Gauss de la surface en ce point.
- Un point où la courbure de Gauss est strictement positive est dit elliptique. Tels sont les points d'un ellipsoïde, d'un hyperboloïde à deux nappes ou d'un paraboloïde elliptique. Les deux courbures principales y sont de même signe. Si, de plus, elles sont égales, le point est un ombilic. Tels sont les points d'une sphère, ou les deux sommets d'un ellipsoïde de révolution.
- Un point où la courbure de Gauss est nulle est dit parabolique. L'une au moins des courbures principales y est nulle. C'est le cas des points d'un cylindre ou d'un cône, car la courbure le long d'une génératrice du cylindre passant par le point est nulle. C'est également le cas de toute surface développable. Si les deux courbures principales sont nulles, le point est un méplat. Dans le plan, tous les points sont des méplats.
- Un point où la courbure de Gauss est strictement négative est dit hyperbolique. En un tel point, les deux courbures principales sont de signe contraire. C'est le cas de tous les points d'un hyperboloïde à une nappe ou d'un paraboloïde hyperbolique.

## Calcul de la courbure de Gauss
Le calcul de la courbure de Gauss peut se révéler ardu,. Il se simplifie en fonction de la méthode utilisée.

### Utilisation d'un paramétrage
Supposons que la surface soit donnée par une équation z = f(x,y), où f est une fonction de classe {\displaystyle {\mathcal {C}}^{2}}. Notons en indice les variables par rapport auxquelles les dérivées sont calculées. Alors, la courbure de Gauss au point de paramètre (x,y) vaut :

### Utilisation des formes fondamentales
Soit une surface paramétrée au moyen de deux paramètres u et v, et soit I = E du2 + 2F dudv + G dv2 la première forme fondamentale, II = L du2 + 2M dudv + N dv2 la seconde forme fondamentale. Alors la courbure de Gauss vaut :

## Calcul intrinsèque de la courbure
Les formules précédentes utilisent le fait que la surface est incluse dans l'espace de dimension 3. Cependant, la courbure de Gauss est une propriété intrinsèque de la surface, et ne dépend que de la métrique locale de la surface (autrement dit de la première forme fondamentale). Ce résultat est connu sous le nom de Theorema egregium, et est par exemple illustré par la formule de Gauss-Bonnet. Il est donc possible de déterminer la courbure uniquement à partir de la métrique locale, ouvrant ainsi la voie à un calcul de courbure plus général sur les variétés riemanniennes.

### Coordonnées normales de Riemann
Nous utilisons, à l'endroit où nous sommes sur Terre, les coordonnées cartésiennes. Ailleurs nous devons utiliser des coordonnées ayant subi une rotation fonction de la latitude et de la longitude. C'est pourquoi les coordonnées de Riemann sont qualifiées de locales. Les coordonnées de Riemann sont pratiquement des coordonnées cartésiennes dans le plan tangent à la Terre et, plus généralement à une surface ou un espace courbe.
En coordonnées de Gauss (sont traditionnellement utilisés μ et ν au lieu de x et y), la métrique s'écrit :
{\displaystyle \mathrm {d} s^{2}=g_{xx}\,\mathrm {d} x^{2}+2g_{xy}\,\mathrm {d} x\mathrm {d} y+g_{yy}\mathrm {d} y^{2}}
Pour passer en coordonnées de Riemann, on doit diagonaliser la matrice représentative de la métrique puis changer les échelles des axes de coordonnées pour obtenir une métrique euclidienne :
{\displaystyle \mathrm {d} s^{2}=\mathrm {d} x^{2}+\mathrm {d} y^{2}\,}
La courbure de Gauss étant le produit des courbures principales kx et ky et la courbure d'une courbe plane étant la dérivée seconde de l'ordonnée z par rapport à l'abscisse x ou y, on a :
{\displaystyle K=k_{x}k_{y}={\frac {\partial ^{2}z}{\partial x^{2}}}{\frac {\partial ^{2}z}{\partial y^{2}}}}

### Courbure de Gauss en coordonnées de Riemann
Considérons une surface en un point O, origine des coordonnées, et le plan tangent à la surface en O. Les axes sont choisis de façon que Oz soit perpendiculaire au plan tangent, et les axes Ox et Oy dans le plan tangent coïncident avec les directions principales de la surface. Au voisinage de O, les coordonnées x et y dans le plan tangent sont très voisines des coordonnées de Gauss u et v sur la surface courbe de sorte que nous n’utiliserons que les coordonnées cartésiennes x et y dans le plan tangent et z, cote par rapport au plan tangent. Considérons une surface courbe d’équation z = z(x,y) et supposons que la métrique locale s'écrive :
{\displaystyle \mathrm {d} s^{2}=g_{xx}\,\mathrm {d} x^{2}+g_{yy}\mathrm {d} y^{2}}
Alors la courbure de Gauss s'exprime en fonction des dérivées seconde des coefficients de cette métrique sous la forme :
{\displaystyle K=-{\frac {1}{2}}\left({\frac {\partial ^{2}g_{xx}}{\partial y^{2}}}+{\frac {\partial ^{2}g_{yy}}{\partial x^{2}}}\right)=-{\frac {1}{2}}\left(g_{xx,yy}+g_{yy,xx}\right)}
où la virgule indique une dérivation partielle, ce qui permet de rendre les équations plus lisibles. La courbure de Gauss, qui a pour dimension l’inverse du carré d’une longueur, devient très simple en coordonnées normales de Riemann, en approximant la surface par un paraboloïde dont les axes de symétrie coïncident avec les directions principales de la métrique. Elle est alors égale au tenseur de Riemann Rxyxy de la surface.

### Courbure de Gauss en coordonnées de Gauss
Le calcul étant compliqué, nous nous contenterons de donner quelques formules pratiques. La première correspond à une métrique diagonale {\displaystyle g_{uu}\,\mathrm {d} u^{2}+g_{vv}\mathrm {d} v^{2}} :
La notation de Leibniz est remplacée par des virgules indiquant une dérivation partielle. On y reconnaît les deux premiers termes identiques à ceux de l'expression en coordonnées de Riemann au coefficient multiplicateur près guugvv, différent de 1 en coordonnées de Gauss.
Les u et v sont les coordonnées de Gauss, correspondant par exemple dans le cas de la sphère aux coordonnées sphériques θ et ϕ.
La formule de Brioschi donne la courbure et le tenseur de Riemann Ruvuv sous forme matricielle pour une métrique diagonale :
ou non diagonale, :
où E = guu, G = gvv, F = guv (notation de Gauss). Les indices représentent une dérivée partielle simple ou double par rapport aux coordonnées de Gauss u et v, correspondant aux x et y précédents.

## Application à la sphère

### Courbure de Gauss de la sphère en coordonnées de Riemann
L’équation d’une sphère de rayon R en coordonnées cartésiennes dans l’espace euclidien à trois dimensions est 
{\displaystyle x^{2}+y^{2}+z^{2}=R^{2}}.
Pour que la concavité soit positive, on doit prendre la racine négative pour z :
{\displaystyle z(x,y)=-{\sqrt {R^{2}-x^{2}-y^{2}}}}
Développons-la en série au pôle Sud, au voisinage de x = y = 0, c’est-à-dire en coordonnées de Riemann :
{\displaystyle z(x,y)=-R+{\frac {x^{2}+y^{2}}{2R}}}
D'où par différentiation :
{\displaystyle \mathrm {d} z^{2}=\left({\frac {x\,\mathrm {d} x+y\,\mathrm {d} y}{R}}\right)^{2}={\frac {x^{2}\,\mathrm {d} x^{2}+2xy\,\mathrm {d} x\,\mathrm {d} y+y^{2}\,\mathrm {d} y^{2}}{R^{2}}}}
La métrique de l’espace euclidien à trois dimensions
{\displaystyle \,\mathrm {d} s^{2}=\,\mathrm {d} x^{2}+\,\mathrm {d} y^{2}\ +\,\mathrm {d} z^{2}}
devient celle d’un paraboloïde de révolution approximant la sphère :
{\displaystyle \,\mathrm {d} s^{2}=\left(1+{\frac {x^{2}}{R^{2}}}\right)\,\mathrm {d} x^{2}+2{\frac {xy}{R^{2}}}\,\mathrm {d} x\,\mathrm {d} y+\left(1+{\frac {y^{2}}{R^{2}}}\right)\,\mathrm {d} y^{2}}
Plus près du pôle Sud, où x ≈ y ≈ 0, la métrique est euclidienne en éliminant les termes du second ordre. Pour la mettre en coordonnées de Riemann il est nécessaire de la diagonaliser. Il est plus simple d'utiliser les coordonnées sphériques qui donnent une métrique diagonale.
Pour être en coordonnées de Riemann, on diagonalise la métrique, qui devient :
{\displaystyle \,\mathrm {d} s^{2}=\,\mathrm {d} x^{2}+\left[1-{\frac {x^{2}+y^{2}}{R^{2}}}\right]\,\mathrm {d} y^{2}}
où K = kxky est la courbure de Gauss. On retrouve la métrique euclidienne en O où x et y sont nuls. Dans cette expression, on a gxx = 1, gxy = 0 et
{\displaystyle g_{yy}=1-{\frac {x^{2}+y^{2}}{R^{2}}}}
{\displaystyle K=-{\frac {1}{2}}\left({\frac {\partial ^{2}g_{xx}}{\partial y^{2}}}+{\frac {\partial ^{2}g_{yy}}{\partial x^{2}}}\right)=-{\frac {1}{2}}\left(0-{\frac {2}{R^{2}}}\right)={\frac {1}{R^{2}}}}
On retrouve bien la courbure de Gauss de la sphère, égale au tenseur de Riemann Ruvuv  mais uniquement en coordonnées de Riemann.

### Courbure de Gauss de la sphère en coordonnées de Gauss
Considérons un petit rectangle élémentaire sur la sphère de rayon R. Soit θ la colatitude et ϕ la longitude. Sa diagonale ds est, en vertu du théorème de Pythagore :
{\displaystyle \mathrm {d} s^{2}=R^{2}\,\mathrm {d} \theta ^{2}+R^{2}\sin ^{2}(\theta )\,\mathrm {d} \phi ^{2}}
La métrique de la sphère est diagonale, sans terme rectangle :
{\displaystyle \,\mathrm {d} s^{2}=g_{\theta \theta }\,\mathrm {d} \theta ^{2}+g_{\phi \phi }\,\mathrm {d} \phi ^{2}=R^{2}\,\mathrm {d} \theta ^{2}+R^{2}\sin ^{2}(\theta )\,\mathrm {d} \phi ^{2}}
La formule générale de la courbure de Gauss en coordonnées de Gauss pour une métrique diagonale :
{\displaystyle K={\frac {1}{g_{\theta \theta }g_{\phi \phi }}}\left[-{\frac {1}{2}}\left(g_{\theta \theta ,\phi \phi }+g_{\phi \phi ,\theta \theta }\right)+{\frac {g_{\theta \theta ,\phi }^{2}}{4g_{\theta \theta }}}+{\frac {g_{\phi \phi ,\theta }^{2}}{4g_{\phi \phi }}}+{\frac {g_{\theta \theta ,\theta }g_{\phi \phi ,\theta }}{4g_{\theta \theta }}}+{\frac {g_{\phi \phi ,\phi }g_{\theta \theta ,\phi }}{4g_{\phi \phi }}}\right]}
se simplifie sur la sphère en éliminant les termes nuls :
{\displaystyle K={\frac {1}{g_{\theta \theta }g_{\phi \phi }}}\left[-{\frac {1}{2}}\left(0+g_{\phi \phi ,\theta \theta }\right)+0+{\frac {g_{\phi \phi _{,}\theta }^{2}}{4g_{\phi \phi }}}+0+0\right]}
puis, en explicitant les coefficients de la métrique :
{\displaystyle K={\frac {1}{R^{4}\sin ^{2}\theta }}\left[-{\frac {1}{2}}\times 2R^{2}(\sin \theta \cos \theta )_{,\theta }+{\frac {4R^{4}\sin ^{2}\theta \cos ^{2}\theta }{4R^{2}\sin ^{2}\theta }}\right]}
et enfin en :
{\displaystyle K={\frac {1}{R^{2}\sin ^{2}\theta }}\left[-\left(\cos ^{2}\theta -\sin ^{2}\theta \right)+{\frac {\sin ^{2}\theta \cos ^{2}\theta }{\sin ^{2}\theta }}\right]={\frac {1}{R^{2}}}}
Le tenseur de Riemann de la sphère est 
{\displaystyle R_{\theta \phi \theta \phi }=R^{2}\sin ^{2}\theta }